# Episodi de L'ispettore Coliandro (terza stagione)
La terza stagione della serie televisiva L'ispettore Coliandro è stata trasmessa in prima visione in Italia da Rai Due dal 1º al 22 settembre 2009.
| nº | Titolo italiano          | Prima TV Italia   |
| -- | ------------------------ | ----------------- |
| 1  | Sempre avanti            | 1º settembre 2009 |
| 2  | Il sospetto              | 7 settembre 2009  |
| 3  | Sangue in facoltà        | 15 settembre 2009 |
| 4  | Cous cous alla bolognese | 22 settembre 2009 |

## Sempre avanti
- Diretto da: Manetti Bros.
- Scritto da[1]: Giampiero Rigosi, Carlo Lucarelli, Andrea Magnani, Herbert Simone Paragnani

### Trama

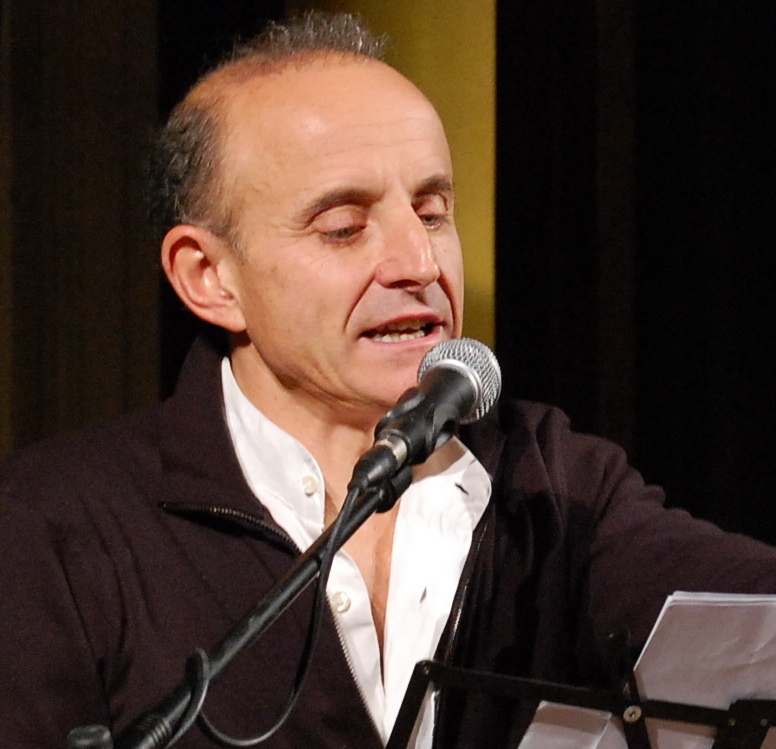
Giuseppe Cederna interpreta il ruolo del criminale.

Un furgone portavalori viaggia sulla stradina a senso unico che conduce in cima al Santuario della Madonna di San Luca, finché raggiunge uno scooter caduto al centro della strada con vicino un uomo disteso immobile a terra. Le due guardie giurate alla guida del veicolo, senza uscire dal mezzo, si fermano momentaneamente per chiamare un'ambulanza, ma la situazione si rivela essere una trappola: il finto incidentato fa parte di un gruppo di uomini nascosti in agguato nel porticato, che iniziano a fare fuoco con armi automatiche contro il furgone, ma senza conseguenze trattandosi di un veicolo blindato. Uno dei criminali tuttavia è dotato di un lanciarazzi: le due guardie giurate, a questo punto, decidono di arrendersi e scendono dal veicolo con le mani alzate. Il capo di questi criminali, soprannominato "il professore", li uccide entrambi a colpi di revolver, per pura crudeltà, visto che si erano arresi e non potevano rappresentare un pericolo. Poi, i criminali piazzano un piccolo ordigno per fare aprire la parte interna del furgone, ma lì dentro c'è una terza guardia giurata che riesce a sparare contro uno di loro, ferendolo ad una spalla. Tuttavia, i criminali hanno la meglio, e uccidono anche il terzo uomo. Fanno razzia di tutto il contenuto del furgone e se ne vanno.
La narrazione si sposta all'interno di un locale giovanile, dove si sta esibendo un gruppo musicale (realmente esistente) che si chiama Legittima Offesa, ed è un gruppo dichiaratamente di estrema destra. D'altronde, gli avventori di quel locale sono quasi tutti vestiti di nero e hanno la testa rasata, e ascoltano con piacere l'esibizione di questo gruppo. Uno di quelli con la testa rasata si chiama Luchino, e viene raggiunto nel locale da una bella ragazza che si chiama Lara. Quest'ultima chiede a Luchino se ha ancora bisogno di quel passaggio in macchina che lui le aveva chiesto. Luchino la ringrazia e i due escono dal locale. Lara guida fino alla Farmacia del Sole, il posto dove Luchino le ha chiesto di accompagnarlo perché gli hanno ritirato la patente. Lara è sospettosa e dice a Luchino di non approvare certe imprecisate cavolate che lui sarebbe solito combinare. Lara resta in macchina, Luchino entra da solo e consegna al farmacista alcune pasticche, esibendo il suo braccio muscoloso e affermando quindi che quelle pasticche sono davvero efficaci. Il farmacista conferma che grazie ai fanatici della muscolatura è possibile guadagnare parecchio con queste pasticche. Proprio in quel momento, arriva la macchina con a bordo i criminali che hanno ucciso le guardie giurate. Stanno andando dal farmacista affinché presti soccorso (senza ovviamente avvisare le autorità) al criminale che era stato ferito durante l'assalto. Il farmacista si affretta a pagare Luchino e lo esorta ad andarsene immediatamente. Luchino esce e saluta il criminale che sta perdendo sangue, poi si accorge che è accompagnato dal "professore" quindi affretta il passo e torna nella macchina di Lara, che non è stata vista dai criminali. Appena entrati, "il professore" chiede al farmacista chi è quel tizio che è appena uscito e se c'era qualcuno in macchina con lui. Il farmacista gli risponde che è un balordo di nome Luchino e che è entrato nel suo negozio da solo.
Coliandro e la Balboni sono stati assegnati al servizio d'ordine allo stadio Renato Dall'Ara, insieme a vari poliziotti del reparto mobile. Dopo lo scoppio di una bomba carta, iniziano dei tafferugli tra gli ultrà e i poliziotti. Tra gli ultrà ci sono anche Luchino e Lara. Quest'ultima si trova davanti Coliandro che ha in mano un manganello, ma riesce a colpire l'ispettore con un violentissimo calcio sulla mano, mettendolo fuori combattimento. Lara cerca con lo sguardo Luchino, e purtroppo nota che il ragazzo ha estratto un coltello con cui ha colpito un celerino. Lara allora scappa via per non essere coinvolta. Luchino viene immediatamente caricato in macchina dal celerino, dalla Balboni e da Coliandro. Il celerino non è stato davvero ferito, perché la coltellata è stata attutita dal giubbotto antiproiettile, ma Coliandro invece si lamenta per il dolore alla mano, suscitando l'ilarità della Balboni. Il celerino dice a Luchino che molto probabilmente andrà in carcere per ciò che è successo. Luchino chiede ai tre poliziotti di chiudere un occhio e di lasciarlo andare. Quando riceve un ovvio rifiuto, Luchino dice di poterli aiutare ad incastrare un "pezzo grosso", e inizia a riferire qualcosa. Luchino parla per alcuni minuti, ma al telespettatore non viene fatto sentire ciò che il ragazzo sta dicendo, perché il suo discorso è oscurato dalla voce fuori campo di Coliandro, che sta rimuginando tra sé e sé e quindi non sta prestando nessuna attenzione a Luchino.
Il celerino e la Balboni si occupano di portare Luchino direttamente in carcere. Coliandro, invece, si ferma in ospedale per farsi medicare la mano. Luchino viene immediatamente raggiunto da Tassone, avvocato mandato "dai camerati", che gli chiede se ha raccontato a qualcuno di ciò che ha visto quando era uscito dalla Farmacia del Sole. Luchino racconta di averne parlato con tre poliziotti, e fornisce i loro cognomi (li aveva sentiti più volte perché i tre parlavano tra di loro in macchina, chiamandosi appunto per cognome). Al commissariato guidato da De Zan è arrivata una nuova poliziotta, l'agente Bertaccini, che fa la sua prima apparizione nella serie, scherzando con Gamberini e Coliandro davanti alla macchinetta automatica del caffè. Coliandro, nei suoi pensieri che non vengono uditi dagli altri personaggi ma vengono enunciati allo spettatore tramite la sua voce fuori campo, afferma di nutrire ben poca simpatia per questa new entry. Coliandro vorrebbe parlare con il poliziotto che pochi giorni prima aveva arrestato Luchino insieme a lui e alla Balboni, ma gli viene comunicato da Gargiulo e da Gamberini che purtroppo il celerino è morto, investito da un pirata della strada che non è ancora stato rintracciato. La Balboni ha chiesto e ottenuto un giorno di ferie, ed è andata a fare delle compere. Mentre sta rientrando a casa, in un'abitazione in pieno centro, viene avvicinata da un uomo il cui volto non viene mostrato allo spettatore: quest'uomo la chiama, lei si volta tranquillamente verso di lui, e la scena poi si interrompe. In carcere, qualcuno consegna di nascosto un coltello ad un detenuto di colore. Esso si avvicina a Luchino ordinandogli di dargli una sigaretta. Luchino, essendo un ultrà di estrema destra, lo tratta con disprezzo. L'altro reagisce accoltellandolo scientificamente in un organo vitale, così da causarne la morte in pochi secondi. Evidentemente questo omicidio gli è stato commissionato, non è causato dalla tracotanza di Luchino.
Coliandro sta andando a casa della Balboni perché vorrebbe che lei lo aiutasse ad ottenere un indennizzo per l'infortunio alla mano. L'ispettore nota che c'è una folla radunata proprio davanti al portone della sua collega. Poi un carabiniere gli dice che c'è stato un omicidio. Coliandro si avvicina ed è sgomento nel vedere il cadavere della povera Balboni, riverso in una pozza di sangue. Coliandro non era mai andato particolarmente d'accordo con la Balboni, e anzi la chiamava nano da giardino quando battibeccava con lei. Tuttavia, quando la vede lì, Coliandro è preso dalla disperazione: si getta sul cadavere e cerca di parlare con la collega, non volendo accettare l'idea che sia morta. Coliandro, chiaramente fuori di sé per il dolore, viene allontanato e portato via di peso dai carabinieri. Si celebra il funerale della Balboni, e Coliandro continua ad essere affranto. Resta in disparte perché non trova le parole giuste da dire ai familiari. Poco dopo, Gargiulo riflette su quello che sta succedendo: seppur per motivi apparentemente diversi, tutte le tre persone che domenica erano in macchina con Coliandro sono morte. Gargiulo chiede a Coliandro se quel Luchino avesse rivelato qualcosa di compromettente, al punto da causare la morte di sé stesso e dei poliziotti che lo hanno ascoltato. Coliandro ricorda vagamente che Luchino stava promettendo un'importante informazione, ma non ricorda nulla perché, come si è visto, era sovrappensiero. Gargiulo dice a Coliandro di stare attento, perché la prossima vittima potrebbe essere lui.
Nella palestra chiamata Sempre avanti, Lara si sta allenando con il sacco da boxe. Quando gli estremisti di destra le comunicano che Luchino è stato ucciso da un nero, la giovane reagisce con freddezza, dicendo che la cosa non le interessa e che devono lasciarla allenare in pace. Lara vuole solo dissimulare il suo dolore, perché evidentemente è sconvolta da questa notizia. Nel frattempo, "il professore" insieme a due estremisti di destra consegna ad un narcotrafficante colombiano un borsone con dentro una parte dei soldi ottenuti con la rapina sanguinosa di inizio episodio. Segue un duro confronto tra i colombiani presenti e i destrorsi estremisti, su chi di loro ha maggiori attributi. Uno dei colombiani riesce a buttare a terra un italiano, poi gli stranieri vanno via. "Il professore" dice al suo subalterno che qualora dovesse ripetersi una simile dimostrazione di debolezza, lui non esisterà ad ucciderlo.
Coliandro sta tornando a casa. Ancora attraverso i suoi pensieri che vengono enunciati dalla sua voce fuori campo, il protagonista comunica al pubblico di aver cambiato casa. Quando rientra, alcuni ragazzi cinesi suoi vicini gli dicono che c'è un "suo amico" che lo sta aspettando in casa. Coliandro capisce che l'ipotesi di Gargiulo potrebbe essere plausibile, quindi entra armato e guardingo. Riesce a mettere in fuga il killer. Poi corre da De Zan e dalla Longhi per spiegare loro che sia la Balboni e sia il celerino sono stati uccisi perché Luchino aveva detto qualcosa in macchina, ed era stato ucciso anche lui in carcere per questo. La Longhi gli chiede di essere più preciso, ma Coliandro non ricorda ciò che Luchino diceva, perché era sovrappensiero. La Longhi non può avviare un'indagine: non ci sono elementi sufficienti. Mentre è al cimitero a visitare la lapide della povera Balboni, l'ispettore nota una ragazza molto carina con la scritta della palestra Sempre avanti. Riconosce che è la stessa ragazza che gli ha rotto il dito, e cerca di acciuffarla, senza riuscirci. Va alla palestra Sempre avanti, dove fornisce una descrizione della ragazza, ma il proprietario della palestra finge di non capire e dice di avere tante iscritte che corrispondono alla descrizione fornita. Coliandro viene a sapere il nome di Lara grazie a un iscritto della palestra. Il proprietario telefona al "professore" dicendogli che Lara potrebbe sapere qualcosa. Coliandro riesce a trovare Lara e chiede la sua collaborazione, perché la morte di Luchino è collegata a quella dei suoi due colleghi. Lara non gli crede e rifiuta di collaborare. Poi, però, un suo amico di estrema destra tenta di ucciderla, insieme a un altro complice. Lara, quindi, si convince a collaborare con Coliandro.
- Protagonista femminile: Chiara Gensini (Lara)
- Altri interpreti: Andrea Montovoli (nel ruolo di Luchino), Francesco Siciliano, Paco Rizzo, Franklin Santana, Javier Torrecillas, Umberto Bardini, Daniele Baroncini, Alessio Modica, Matteo Plicchi, Giuseppe Cederna (nel ruolo de "il professore"), Francesco Damiani.
- Il titolo di lavorazione di questo episodio era La palestra, ma poi fu cambiato a causa dell'omonimia con un film televisivo prodotto da Mediaset qualche anno prima.

## Il sospetto
- Diretto da: Manetti Bros.
- Scritto da: Giampiero Rigosi e Carlo Lucarelli

### Trama

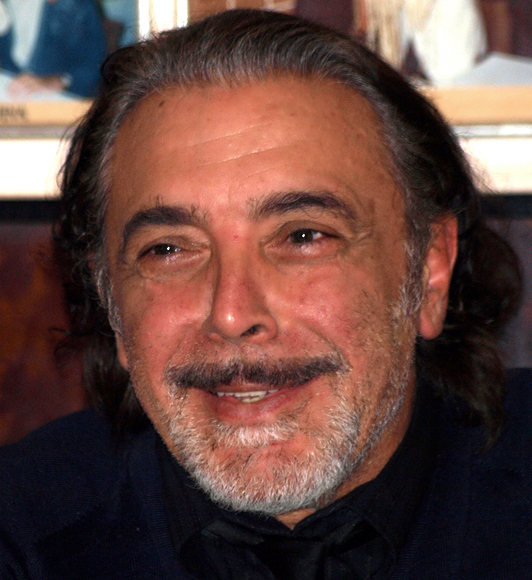
Nino Frassica

Giada Noskova, una giovane e avvenente donna slovacca, sta camminando da sola per le vie di Bologna. È molto spaventata perché due tizi inquietanti, fratello e sorella, la stanno seguendo. Lei affretta il passo e si rifugia in un bar. Il caso vuole che proprio quella sera, in quel bar, si trovi l'agente Gargiulo che ha partecipato ad una rimpatriata con alcuni ex compagni di liceo, e si è intrattenuto a chiacchierare con il barista dopo che gli altri se ne sono andati via. Giada sente dire dal barista che quell'unico cliente rimasto nel bar è un poliziotto. Decide allora di attaccare bottone con lui, domandandogli come si chiama e proponendogli di bere insieme. Entrano quei due tizi inquietanti: la sorella ha il viso coperto da una anomala capigliatura dark, e il fratello lancia uno sguardo minaccioso nei confronti di Giada. Lei ripete ad alta voce di essere contenta di aver conosciuto un poliziotto, e allora i due fratelli non possono farle nulla. Giada chiede a Gargiulo di poter andare a casa di lui, ma lui rifiuta perché ha paura del giudizio di sua madre, che è alquanto bigotta e tradizionalista. Giada allora gli dice che possono andare a casa sua dove trascorreranno la notte insieme. I due fratelli criminali hanno osservato la scena in disparte, e il barista non li ha nemmeno visti. Quando Giada e Gargiulo arrivano alla porta del bar per andarsene, Gargiulo nota che quei due tizi lo stanno fissando, e chiede a Giada se li conosce. Lei dice di non conoscerli e lo esorta a sbrigarsi. I due criminali hanno sentito che Giada porterà Gargiulo a casa sua, e quindi sono tranquilli perché conoscono l'indirizzo. Giada ha deciso di fare sesso con Gargiulo, pur non conoscendolo, illudendosi che la presenza di un poliziotto possa costituire un deterrente per quei due criminali. Purtroppo, i due criminali irrompono in casa di Giada durante la notte. Gargiulo dorme e i due uccidono senza pietà la povera Giada con diverse coltellate, aprendole letteralmente la pancia.
Durante quella terribile notte, Coliandro è sveglio e sta seguendo uno strano documentario in televisione (documentario che tratta un argomento su cui non si trovano riscontri nella realtà). Sente suonare il campanello, va ad aprire e trova Gargiulo ubriaco, tutto sporco di sangue e di interiora umane e con in mano un coltellaccio insanguinato. Nel frattempo, nell'abitazione di Peppe Ramella si sta svolgendo una festicciola, alla quale sono presenti anche i Lost. Peppe Ramella svolge la professione di "agente dello spettacolo", e dice ai Lost che sarebbe ben felice di diventare il loro agente. Poi arrivano i due fratelli criminali, e Beppe Ramella rimane molto contrariato per la loro presenza in casa sua. Lì definisce due psicopatici, e va a parlare con Picchio, un giovane e losco figuro poco raccomandabile, chiedendogli che cosa sono venuti a fare quei due psicopatici. Dal dialogo tra i due e Picchio, si capisce che è proprio Picchio il mandante dell'omicidio della povera Giada.
Coliandro è riuscito a farsi dire da Gargiulo l'indirizzo in cui si trovava, ci va e trova la scena raccapricciante della povera Giada esanime in una pozza di sangue e brandelli di interiora. Coliandro addirittura inquina la scena del crimine, illudendosi di poter evitare l'incriminazione dell'amico Gargiulo, e poi riscappa a casa sua dove l'amico sta ancora smaltendo la sbronza. La mamma di Gargiulo è molto preoccupata perché il figlio non rincasa. Telefona a Coliandro il quale cerca di tranquillizzarla, ma lei non si fida e chiede a Catena, la cugina di Gargiulo, di andare a casa di Coliandro per verificare se è tutto a posto. Quando Catena arriva a casa sua, Coliandro inizialmente vorrebbe nasconderle tutto, poi invece le racconta quello che ha visto. Sia Catena e sia Coliandro sono entrambi convinti dell'innocenza di Gargiulo, ma discutono sull'opportunità o meno di portarlo in commissariato per fargli dire ciò che sa. Dopo una discussione, stabiliscono che è meglio non portarcelo.
Il commissario De Zan, l'ispettore Gamberini, la sovrintendente Bertaccini e diversi altri poliziotti sono arrivati a casa di Giada. La pm Longhi, anch'essa presente e sgomenta per l'orribile scempio che questo killer ha fatto, nota una telecamera vicino alla casa della vittima. Il giorno dopo, Coliandro va in commissariato e omette di dire ai suoi colleghi che Gargiulo aveva trascorso la notte con la povera Giada. Parla con Gamberini e con la Bertacchi per farsi dare informazioni sul caso. I due gli dicono che c'è un'immagine di un tizio che era entrato in casa accompagnando la vittima, ma tale immagine è molto sgranata e stanno attendendo un lavoro dei tecnici di Milano per migliorarne la qualità. Gamberini ribadisce che l'autore dell'omicidio di Giada è un vero e proprio psicopatico, e bisogna catturarlo al più presto. In commissariato, arriva il barista che aveva visto Giada la sera dell'omicidio. Il barista ricorda chiaramente che Giada aveva rimorchiato un poliziotto, e lo dice a Gamberini e a De Zan, ma dice anche di non saper tracciare un identikit, vista la sua scarsa memoria visiva.
A tarda sera, i due fratelli criminali psicopatici (che si fanno chiamare Alex C e Alex D) tornano nel bar dove Giada aveva incontrato Gargiulo. Se la sera precedente erano rimasti in disparte, questa volta si avvicinano al barista e gli chiedono se si ricorda di loro. Lui non li aveva nemmeno visti, e infatti dice non di ricordarsi minimamente di loro. Li esorta anche ad andarsene perché deve chiudere il locale. I due criminali, tuttavia, semplicemente per puro sadismo e psicopatia, decidono di ucciderlo comunque, anche se non si ricordava di loro e quindi non c'era nessun rischio. Lo massacrano, inscenando una rapina finita male.
Avendo saputo che la Giada era stata in contatto con l'agenzia di Peppe Ramella, l'ispettore vorrebbe provare a parlarci, ma sa che i poliziotti non sono graditi in casa di quell'affarista. Catena, allora, escogita un piano: riesce a farsi fissare un appuntamento perché lei è una componente de I Banditi, un gruppo musicale di musica folk pugliese. Porta con sé anche Coliandro, senza rivelare che è un poliziotto. Quando Catena e Coliandro entrano nella villa di Ramella, mentre attendono di essere ricevuti dal padrone di casa, incontrano Kikki, una avvenente ragazza che lavora con Ramella. Kikki dice di ricordarsi della povera Giada, che era stata più volte in quella casa, e che aveva un'amica che si chiama Alina. Poi, quando arriva il padrone di casa, Coliandro gli dice di essere un poliziotto e gli chiede di Giada, ma l'affarista è reticente. Catena si innervosisce e spinge un cameriere, attirando l'attenzione di Picchio, che chiede a Ramella chi fossero quelle due persone.
Coliandro va a vedere l'esibizione de I Banditi, e resta colpito dalle forme particolarmente graziose di Catena. Non se l'aspettava, perché Catena solitamente indossa vestiti che nascondono la sua prorompente fisicità. Dopo l'esibizione, però, Catena viene rapita dai due fratelli psicopatici. Coliandro, quando se ne accorge, si precipita all'uscita del locale, e inveisce con l'Alex maschio che sta puntando un coltello alla gola a Catena. Viene aggredito dall'Alex femmina, anche lei armata di coltello. Riesce a colpire l'ispettore, ma il colpo viene attutito dal tesserino. Catena riesce a divincolarsi, e i due criminali vengono messi in fuga. Catena ringrazia Coliandro per averle salvato la vita, lo bacia e gli fa capire che vuole fare sesso con lui. I due vanno a casa di Gargiulo, dove fanno sesso e si addormentano insieme. Durante la notte, Gargiulo ha un incubo terribile nel quale è lui il colpevole dell'omicidio della povera Giada. Si sveglia di soprassalto, e accorrono a rincuorarlo Coliandro e Catena, entrambi seminudi. Gargiulo chiede più di una volta per quale motivo l'ispettore si trovi lì mezzo nudo vicino a sua cugina, senza riuscire a capirlo da solo.
- Protagonista femminile: Raffaella Rea (Catena Gargiulo)
- Altri interpreti: Nino Frassica (Peppe Ramella), Tommaso Ramenghi (Paolo Picchio), Laura Gigante (Kikki), Katarzyna Zurakowska (Giada Noskova), Elena Lyshchik (Alex C), Francesco Facchinetti (Alex D)
- Guest star: Lost (se stessi)
- C'è una brevissima apparizione di una allora sconosciuta Benedetta Cimatti, nel ruolo di una ballerina. L'attrice poi entrerà nel cast fisso della serie, a partire dalla quinta stagione, nel ruolo della "Buffa" Buffarini.

## Sangue in facoltà
- Diretto da: Manetti Bros.
- Scritto da: Giampiero Rigosi e Matteo Bortolotti

### Trama

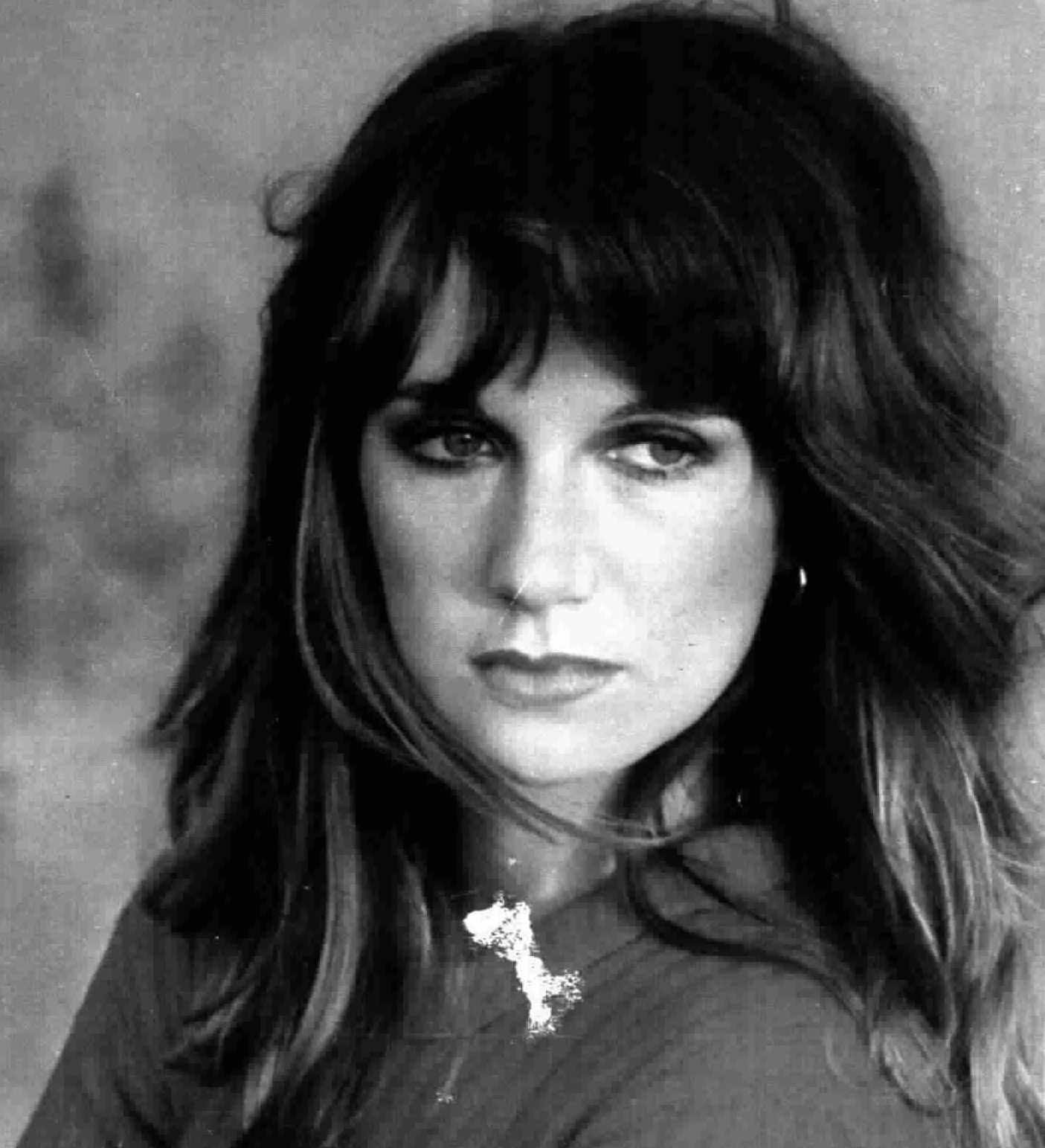
Daria Nicolodi negli anni 70: interprete della professoressa Moline nell'episodio, questo rimanda alle atmosfere argentiane che nel summenzionato decennio videro protagonista, tra le altre, proprio Nicolodi.

È sera. Viene mostrata un'inquietante panoramica di un laboratorio all'interno dell'Università di Bologna, con degli oggetti molto strani. L'atmosfera è quella tesa e cupa tipica dei film horror. Infatti, uno strano individuo vestito tutto di nero, con un mantello e un cappuccio che impedisce allo spettatore di vederne il volto, si aggira silenziosamente all'interno dell'ateneo, che a quest'ora è quasi vuoto. È ancora presente il professor Stefano Righetti, che ritiene di essere solo. Il professore telefona a sua moglie, una ex insegnante delle scuole superiori, nota con il cognome Moline. La moglie, mentre parla con lui al telefono, sta tagliando un pomodoro, ma il tipo di inquadratura è molto equivoca, perché fa sembrare che si tratti di una scena splatter. Righetti spiega alla moglie che tornerà molto tardi, e quindi le dice che non vale la pena che lo aspetti sveglia. Inoltre, Righetti nel corso della telefonata ammette di aver tradito la moglie, e questa cosa non turba la Moline, perché evidentemente ne era già a conoscenza. Righetti, però, ribadisce che pur essendole infedele, poi torna sempre a casa da lei, perché non ha comunque nessuna intenzione di lasciarla. Poco dopo aver chiuso la telefonata, Righetti sente dei rumori, e allora si inquieta, perché pensava di essere rimasto solo. Chiede ad alta voce se c'è qualcuno, ma il misterioso individuo incappucciato non gli risponde, e inizia una sorta di gioco del gatto con il topo. Righetti si alza dalla sua postazione, e trova per terra uno strano ciondolo, che raffigura un teschio. Il professore è sempre più spaventato, inizia a nominare i nomi di alcuni suoi studenti, dicendo che la devono smettere di scherzare. Ma Righetti non crede nemmeno lui a ciò che dice: è evidente che non sono gli studenti che vogliono scherzare, ma c'è un malintenzionato che vuole fargli del male. Questi spegne la luce, rendendo ancora più difficili i movimenti a Righetti. Poco dopo, il misterioso individuo incappucciato coglie di sorpresa Righetti, lo mette fuori combattimento con una corda al collo, poi lo pugnala ripetutamente per avere la certezza di ucciderlo. Si sente una terribile voce che enuncia alcuni numeri, apparentemente senza nessun significato razionale.
Due giorni dopo, Coliandro sta lavorando come al solito all'ufficio scomparsi della questura di Bologna, ma continua a pensare che quella mansione non sia in linea con le sue inclinazioni, e preferirebbe di gran lunga essere riassegnato alla squadra mobile. Davanti al suo ufficio passa la professoressa Moline, che lo riconosce subito. Infatti, la Moline era stata la sua insegnante di italiano ai tempi in cui Coliandro frequentava l'istituto tecnico commerciale a Bologna. Coliandro inizialmente non capisce chi sia, poi quando la Moline gli si avvicina e lo guarda fisso, Coliandro si ricorda. La Moline lo aveva rimandato per ben cinque volte (lasciando intendere che Coliandro abbia impiegato più di cinque anni per riuscire a prendere il diploma, visto che al quinto anno non si può essere rimandati), e una volta gli aveva addirittura fatto comminare una sospensione. Nonostante questi ricordi poco piacevoli, Coliandro è molto gentile nei confronti della sua ex insegnante. La Moline gli racconta che ha appena subìto un interrogatorio, e gli inquirenti la considerano come la principale sospettata per l'omicidio di suo marito. La Moline dice a Coliandro di essere totalmente innocente, e che il movente passionale nel suo caso non può reggere, perché lei sapeva fin dall'inizio che suo marito era un fedifrago, ma aveva sempre accettato questa situazione, perché comunque il marito non l'avrebbe mai lasciata per nessuna delle sue amanti. La Moline chiede a Coliandro di aiutarla a non finire ingiustamente in carcere, e lo esorta ad indagare, indicandogli il nome del professor Borgia, un eterno rivale di Righetti all'università.
Coliandro, impietosito dalla captatio benevolentiae della Moline (che pur avendo bisogno del suo aiuto e pur implorandolo, non ha comunque esitato a rimproverarlo bonariamente per aver detto a me mi), inizia ad indagare per conto suo, in maniera del tutto ufficiosa. Va all'università e viene ricevuto da Borgia, il professore che gli era stato indicato dalla Moline. Borgia ammette che non nutriva nessuna stima né personale né professionale nei confronti del collega ucciso. Gli racconta che Righetti tendeva a provarci sempre con tutte le donne, e inspiegabilmente molte si lasciavano sedurre da lui. L'incontro tra Borgia e Coliandro viene interrotto da un giovane studente di nome Khaled. Coliandro vorrebbe saperne di più sulle "donne di Righetti", ma Borgia si rifiuta di approfondire l'argomento ed esorta il poliziotto a lasciare spazio al suo studente. Appena fuori dall'ufficio di Borgia, il protagonista si accorge che un bidello stava lì ad origliare. Dopo qualche reticenza, Coliandro riesce a farsi dire il nome e l'indirizzo dell'ultima donna che Righetti era riuscito a conquistare. Si chiama Valentina Ludovici, e lavora come ricercatrice all'università.
Valentina Ludovici si sta facendo la doccia a casa sua. Anche in questo frangente, l'atmosfera che si respira è quella tipica dei film horror, sia per il fatto che c'è una giovane donna che si sta facendo la doccia da sola, e sia per come è fatta la casa, ossia molto simile alle location dei film horror. Coliandro suona al citofono che è installato sul cancello della casa. Valentina preme il pulsante che consente a Coliandro di aprire il cancello. Poi Coliandro suona anche alla porta di casa, e lì inizia l'equivoco. Coliandro non sapeva che la Ludovici è cieca, quindi rischia che gli venga sbattuta la porta in faccia. Poi, una volta chiarito l'equivoco, Coliandro si qualifica come poliziotto e spiega di voler fare qualche domanda su Righetti, il tutto però alzando di molto il tono della voce e scandendo lentamente le parole. A questo punto, la Ludovici gli ribadisce di essere cieca, non sorda. Poi lo fa entrare in casa, anche se è coperta solamente dall'accappatoio che aveva indossato appena era uscita dal box doccia. Valentina, pensando che il poliziotto lo abbia già saputo, ammette di essere la figlia del professor Righetti, nata da una delle tantissime relazioni extraconiugali di Righetti. Righetti non lo sapeva e l'aveva addirittura invitata a cena, illudendosi di conquistarla, ma poi avevano chiarito e avevano entrambi concordato di non dire nulla alla Moline. Valentina dice di essere convinta che l'assassino di suo padre sia all'interno dell'università. Spiega a Coliandro di avere alcune sensazioni che le anticipano ciò che poi accadrà. Coliandro, nei suoi pensieri, ironizza sulla non veridicità di questa specie di potere da medium, poi si accorge che la ragazza gli sta mostrando una coscia e le risistema l'accappatoio. Valentina si scusa per non essersi accorta di avere una gamba scoperta. Poi inizia a toccare il viso dell'ispettore, si accorge che è giovane e gli chiede di darsi reciprocamente del tu. Poi, ancora con un modo di fare da film horror, chiede anche lei a Coliandro di scoprire chi è l'assassino.
Khaled, lo studente che aveva interrotto la conversazione tra Borgia e Coliandro, sta a casa sua e sta anch'egli praticando l'igiene personale. Non si accorge che in casa si sta aggirando il misterioso individuo con cappuccio e mantello. Il malintenzionato poggia sulla scrivania di Khaled un talismano uguale a quello che era stato fatto trovare al professor Righetti prima di ucciderlo. È evidente che l'incappucciato ha intenzione di ripetere questa sorta di rituale, ma qualcuno suona alla porta di Khaled, e l'incappucciato si nasconde. È un'amica di Khaled, che chiede al giovane di uscire con lui e di andare a incontrare alcuni amici comuni, salvandogli inconsapevolmente la vita. Purtroppo, però, la morte di Khaled è stata soltanto rimandata. Quando è rientrato a casa, Khaled è di nuovo sotto il tiro dell'assassino, ma incredibilmente mostra di conoscerlo e di non avere nessuna paura di lui. Khaled si stupisce perché lui sta indossando quello stranissimo vestito, e si lascia ammanettare al letto in una sorta di gioco erotico. Khaled, quindi, non si aspettava assolutamente che questa persona (con cui c'era evidentemente una grande intesa) potesse poi rivelarsi un assassino. Infatti, il misterioso individuo uccide anche Khaled nella stessa maniera attuata con Righetti: prima con una corda al collo, poi con tantissime pugnalate.
Valentina, che era un'amica di Khaled, telefona a Coliandro per incontrarlo in uno spiazzale interno all'università. L'ispettore corre subito da lei, e lei gli ribadisce che anche l'omicidio di Khaled era stato preceduto da diverse sensazioni paranormali e visioni oniriche. Valentina dice a Coliandro di "percepire" che l'assassino è lì, all'università, e questo modo di fare tipico dei film horror riesce a spaventare l'ispettore, che urla di terrore quando uno studente nero lo tocca involontariamente mentre passava da lì per i fatti suoi. Valentina è convinta che l'assassino non abbia nessuna intenzione di fermarsi.
Visto che c'è questo secondo morto che non aveva nulla a che fare con la Moline, questa viene immediatamente scagionata. La pm Longhi ha fatto arrivare da Roma un famoso psichiatra forense, Annicardi, specializzato in profiling. Sia il commissario De Zan e sia soprattutto l'ispettore Gamberini non vedono di buon occhio questa decisione, ma la Longhi è irremovibile: vuole Annicardi pienamente operativo sul caso di questo misterioso serial killer. Come prima cosa, Annicardi chiede subito di non fare sapere alla stampa che c'è un serial killer, perché dedicargli l'attenzione dei giornali potrebbe far accrescere il suo ego e spingerlo a commettere subito un terzo omicidio. Ma Coliandro è già stato avvicinato dalla solita avvenente giornalista (già presente in diversi episodi precedenti), che utilizza il suo sex appeal per ingraziarsi l'ispettore e farsi dare tutte le informazioni che non può ottenere da De Zan o dalla Longhi. Il protagonista rivela alla giornalista che è stato fatto arrivare un profiler da Roma, perché ci sono due morti ammazzati nelle stesse modalità e ritualità, quindi c'è un serial killer.
Annicardi si fa accompagnare dalla Bertaccini e da Gamberini nella sede del medico legale, per confrontare i due cadaveri che sono ancora nelle celle frigorifere. Vengono notate le analogie, in un surreale dialogo tra Annicardi e Gamberini, in cui il secondo cerca continuamente di sminuire la competenza del primo. Entrambi i cadaveri riportato lo stesso numero preciso di fori, causati dalle pugnalate. Però vicino a Righetti era stato ritrovato quello strano talismano raffigurante un teschio. Vicino a Khaled, invece, no. Mentre loro stanno discutendo, Coliandro va nell'ufficio (vuoto) di Gamberini, e dà un'occhiata al fascicolo di Khaled, scoprendo che una volta era stato arrestato insieme ad un altro ragazzo, un certo Giacomo Russo, per atti osceni in luogo pubblico. Coliandro va a casa di Giacomo Russo: dopo aver assistito ad una "performance" artistica che l'ispettore non considera tale, Coliandro riesce a parlare a tu per tu con Russo, che lo fa scendere sotto casa insieme a lui. Viene così rivelato cosa era accaduto nel lasso di tempo in cui Khaled era uscito per accontentare quell'amica. Khaled aveva notato il talismano a forma di teschio, e aveva dato la colpa proprio a Russo: era andato ad affrontarlo a casa sua, restituendogli quel ciondolo e dicendogli che qualsiasi tentativo di riavvicinamento non avrebbe portato a nulla, perché Khaled era irremovibile nella decisione di chiudere la relazione sentimentale che aveva avuto con Russo. Russo mostra quel teschio a Coliandro, e gli spiega di non essere stato lui a portare quell'oggetto in casa di Khaled. Russo è convinto che Khaled avesse una nuova relazione (e infatti Coliandro e Russo non sanno che Khaled si fidava del suo assassino, e si era lasciato persino ammanettare al letto). Russo è profondamente turbato per la notizia dell'omicidio di Khaled, e Coliandro si dimostra empatico e comprensivo, ottenendo un abbraccio e un bacetto sulla guancia come ringraziamento (dissimulando un certo imbarazzo). Russo promette a Coliandro di contattarlo non appena scoprirà chi era la persona per la quale Khaled aveva voluto lasciarlo.
- Protagonista femminile: Nathalie Rapti Gomez (Valentina Ludovici)
- Altri interpreti: Simone Colombari (psichiatra Annicardi), Guglielmo Favilla (Claude Dubois, professore di filosofia della politica), Marco Santinelli, Bruno Stori (professor Stefano Righetti), Valerio Evangelisti (professor Borgia, antropologia filosofica), Giorgia Sinicorni (giornalista), Davide Dal Fiume (portiere dell'Università)
- Guest star: Daria Nicolodi (professoressa Moline)

## Cous cous alla bolognese
- Diretto da: Manetti Bros.
- Scritto da: Giampiero Rigosi e Carlo Lucarelli

### Trama

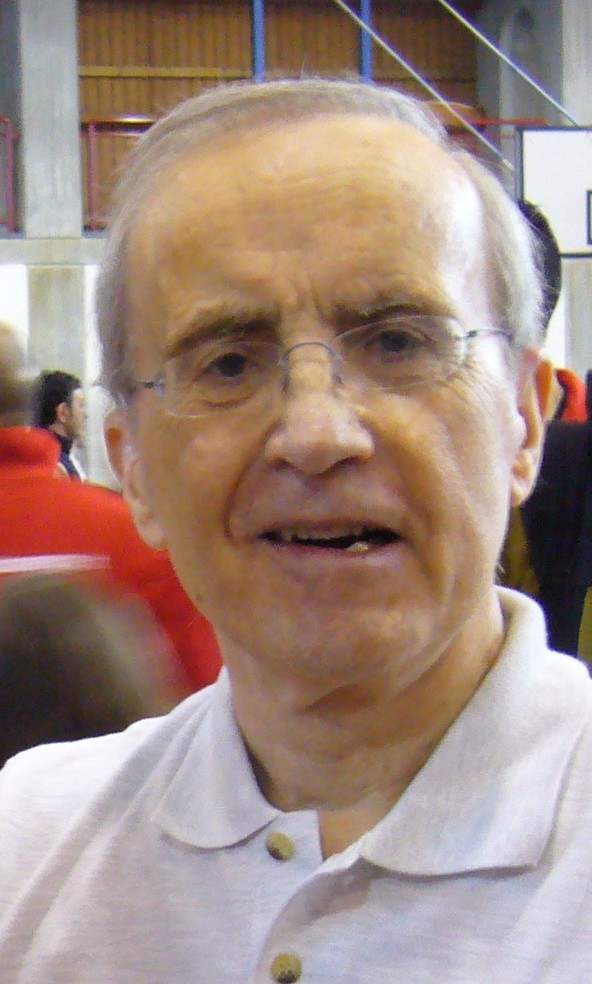
Dan Peterson interpreta il ruolo di Grady

Il signor Malek Boudiaf, di origini algerine ma da tanti anni cittadino italiano, ha appena finito il normale suo turno di lavoro. È un muratore. Prima di rincasare, si ferma in un negozio di alimentari, dove saluta cordialmente sia il titolare dell'esercizio e sia un'altra signora che era lì a fare spesa. È evidente, quindi, che il signor Malek è una persona conosciuta e stimata nel suo quartiere. Dopo essere uscito da questo negozio in via del Pratello, il signor Malek viene avvicinato da uno strano uomo in giacca e cravatta, che afferma di essere un carabiniere e gli chiede i documenti. Malek gli mostra la sua carta d'identità, gli spiega di essere un cittadino italiano e di avere fretta, perché sua figlia lo sta aspettando a casa. Ma non fa in tempo a dirlo, perché dietro di lui c'è un furgone, da dove due uomini lo afferrano e lo caricano dentro di peso. Il finto carabiniere prende la busta della spesa di Malek e si rimette nella sua macchina. La stessa signora che aveva salutato Malek al negozio, ha assistito alla scena.
Malek è stato portato in un sotterraneo, dove ci sono il finto carabiniere che gli aveva chiesto i documenti, un secondo italiano e uno statunitense. I tre gli chiedono cosa sia venuto a fare in Italia, ma lui spiega loro di essere in Italia da vent'anni e di non aver fatto nulla di male. Uno dei tre rapitori lo colpisce con violenza, pensando che stia mentendo. Il finto carabiniere, invece, si accorge che qualcosa non quadra, perché il rapito parla in arabo.
Al commissariato, Gamberini e Coliandro stanno prendendo per i fondelli la Bertaccini, che ha il volto arrossato a causa delle botte prese quando si è scontrata con due scippatori. Lei afferma di essere comunque fiera perché è riuscita ad arrestarli. Poco dopo, arriva Amina Boudiaf, una ragazza molto carina con addosso il velo islamico, che cerca di parlare con Coliandro. Quest'ultimo non le permette di spiegarsi e la scambia per un'immigrata che deve rinnovare il permesso di soggiorno, dandole automaticamente del tu e rivolgendosi a lei con un italiano alla Tarzan, indicandole il percorso per raggiungere l'ufficio stranieri. Lei lo interrompe, gli spiega di essere italiana e di voler parlare con il responsabile dell'ufficio scomparsi. Coliandro, resosi conto della gaffe, la fa accomodare. Amina spiega di essere molto preoccupata, perché suo padre Malek la sera prima non ha fatto ritorno a casa. Coliandro le dice che occorre aspettare quarantotto ore per poter fare una denuncia di scomparsa. Poi inizia a minimizzare le preoccupazioni della giovane, dicendole che suo padre potrebbe essersi allontanato per bere o per motivi legati al fatto che è un extracomunitario. Amina è contrariata dall'atteggiamento dell'ispettore, e lo esorta a smetterla di ragionare con questi schemi mentali. Poi Amina, con il suo viso contrito, riesce a convincere Coliandro a iniziare a indagare da subito, senza aspettare le quarantotto ore.
Coliandro va a via del Pratello per parlare con la signora che ha visto il finto carabiniere che ha bloccato Malek fuori dal negozio alimentare. Le spiega che suo figlio ha preso la targa della macchina, come è sua abitudine fare con tutte le macchine che si fermano a via del Pratello. Coliandro chiede alla motorizzazione di verificare quella targa, ma gli viene risposto che serve una richiesta scritta. Coliandro è andato a trovare Gargiulo allo spaccio alimentare, e gli chiede di poter usare il suo fax per inoltrare la richiesta scritta. Gargiulo non vuole essere coinvolto in questa indagine non autorizzata, e allora Coliandro decide di compilare la richiesta usando il nome dell'ispettore Calcaterra, che fu il suo istruttore e ora è morto.
I tre rapitori di Malek volevano compiere una extraordinary rendition catturando un pericoloso terrorista islamico, ma si rendono conto di aver sbagliato. Il terrorista che loro volevano prendere, Ben Dridì, con tutta evidenza ha clonato il passaporto dell'innocente Malek Boudiaf, e loro hanno rintracciato la persona sbagliata. Mentre Ben Dridì è libero e uccide spietatamente due trafficanti di armi, il primo dei tre rapitori viene avvisato da un suo amico della motorizzazione che un certo ispettore Calcaterra ha inviato una richiesta per sapere a chi è intestata la targa della sua auto. Il rapitore verifica nel suo database, e scopre che l'ispettore Calcaterra è morto da tanto tempo.
Coliandro va a casa di Amina per farle sapere che l'auto del rapitore è di proprietà del ministero degli Interni, quindi sicuramente non può essere riconducibile ai carabinieri (che invece dipendono dal ministero della Difesa). L'auto, con tutta probabilità, o appartiene ad un altro commissariato oppure appartiene ai servizi segreti. A casa di Amina c'è anche Hamid, che è il cugino della ragazza oltre che un imam. Coliandro e Hamid arrivano subito ai ferri corti, perché l'ispettore ipotizza che Malek possa essere coinvolto in qualche brutto guaio collegato al terrorismo islamico, e allora Hamid lo accusa di razzismo e lo caccia via di casa, dicendogli che lui e Amina ritireranno la denuncia di scomparsa. Poi Hamid esorta Amina a non preoccuparsi, perché prima o poi riusciranno a ritrovare Malek.
Bob, il terzo dei tre rapitori e l'unico statunitense dei tre, parla al telefono con un suo superiore, Grady, e gli spiega che la faccenda si è complicata perché un poliziotto sta ficcando il naso e lo sta facendo sotto falso nome. Hanno infatti scoperto che l'ispettore Calcaterra è morto e che il tizio che usa il suo nome è in realtà l'ispettore Coliandro, che secondo lui potrebbe essere un doppiogiochista oppure un israeliano in incognito. La telefonata viene intercettata da due giovani e avvenenti spie/agenti segreti deviate, che si annotano il nominativo dell'ispettore Coliandro (del quale, come sempre, viene enunciato solamente il cognome e mai il prenome).
Coliandro va alla palestra del commissariato per svolgere un incontro di arti marziali contro la Bertaccini, che lo aveva precedentemente sfidato. Gargiulo e Gamberini scommettono rispettivamente sulla vittoria di Coliandro e della Bertaccini. Lei inizialmente sembra avere la meglio sul protagonista, ma poi l'incontro degenera in una specie di lotta bambinesca, e l'arbitro interrompe l'incontro senza assegnare la vittoria a nessuno dei due. Mentre sono negli spogliatoi, Coliandro dice a Gamberini di voler provare a rimorchiare la Bertaccini, e il laureato omette di rivelare al protagonista il fatto che la Bertaccini è lesbica. Una volta usciti, Coliandro propone alla Bertaccini di uscire insieme a mangiare qualcosa, lei rifiuta e si allontana con una donna, chiamandola amore. Soltanto in questo momento, Coliandro capisce che la collega è lesbica. Gamberini lo prende in giro perché non se ne era accorto prima.
Hamid, il cugino di Amina, sta cercando davvero informazioni su Malek, e parla della sua sparizione con un altro credente islamico, che però ha un atteggiamento da estremista e rimprovera Hamid perché concede troppa libertà ad Amina. Coliandro va a mangiare da solo in un locale semivuoto: le poche persone presenti sono tutte coppie felici. Coliandro, allora, inizia a farsi prendere dalla malinconia. Riflette sul fatto che da tantissimo tempo non riesce ad avere una relazione sentimentale stabile: finora ha avuto delle storie con alcune delle donne conosciute nei precedenti episodi, ma tali storie si sono tutte concluse abbastanza presto. Si domanda tra sé e sé quali sono le ragioni che lo hanno portato ad essere una specie di single cronico. Proprio durante questa riflessione, viene avvicinato da due belle ragazze, una bionda e una bruna, che sono le due agenti segrete che avevano saputo di lui durante la telefonata mostrata precedentemente. Le due ragazze utilizzano tutta la loro avvenenza fisica e il loro fascino per convincere Coliandro a farle entrare in casa sua. Una volta arrivate a casa, iniziano a spogliarsi, illudendo il protagonista di volersi divertire con lui tutta la notte. Proprio in quel momento, Amina suona alla sua porta. Coliandro va ad aprire, cerca di non farle scoprire che si è portato quelle due sconosciute in casa, ma lei se ne accorge e se ne va via. Coliandro vorrebbe congedare le due sconosciute per provare a farsi perdonare da Amina, ma a questo punto viene minacciato con la pistola, immobilizzato e ammanettato. Le due agenti segrete, senza nemmeno rivestirsi, gli chiedono informazioni su Ben Dridì. Lui non sa nulla, ma loro sono convinte che invece sappia molto, a causa dell'equivoco sull'utilizzo dello pseudonimo di Calcaterra. Stanno per iniziare a torturarlo con la corrente elettrica, quando si sente nuovamente suonare il campanello. Sono due dei tre rapitori dell'innocente Malek, in particolare sono i due rapitori italiani. Vogliono portare via Coliandro con loro, ma quando le ragazze gli tolgono le manette, lui riesce a staccare l'elettricità e a dileguarsi, scappando immediatamente a casa dell'amico Gargiulo. Segue una sparatoria al buio tra le due donne e i due uomini. Uno degli uomini resta ferito a un braccio. 
Collina, quello che non si è ferito, aiuta l'altro nella medicazione, ma gli dice di essere contrariato da questa vicenda. La extraordinary rendition che era stata ideata dai servizi segreti statunitensi che avevano chiesto la collaborazione di quelli italiani, purtroppo è fallita perché sono riusciti solo a prendere un innocente. Collina vuole andare dal magistrato e raccontare tutta la verità. L'altro italiano e Bob, invece, vogliono continuare a giocare sporco, e allora lo uccidono senza pietà prima che vada a raccontare tutto. Si viene a sapere, grazie ad un'intuizione di Bob, che le due ragazze che stavano quasi per torturare Coliandro appartengono ai servizi segreti israeliani. Le due riescono a rintracciare Coliandro e Amina in un parco, e li rapiscono. Mentre Coliandro e Amina sono in macchina con le israeliane, incrociano Gamberini e la Bertaccini che indirettamente si mettono a prendere in giro Coliandro, nonostante lui cerchi di fargli capire che è in pericolo. Nel frattempo l'agente segreto italiano si è infiltrato in questura portando un distintivo della polizia. Scava tra i fascicoli di Coliandro per cercare quelli riguardanti Malek Boudiaf e la richiesta della targa della macchina che i servizi segreti hanno usato per rapire Boudiaf. Incrocia casualmente Gamberini e gli chiede di Coliandro. L'agente segreto dice che è un amico di Coliandro con il quale aveva fatto un'operazione a Treviso e che voleva passare a salutarlo, spacciandosi per un certo "Nardi". Gamberini gli confida che si trovava in giro con tre ragazze. L'agente segreto capisce che Gamberini sta parlando delle israeliane, lo saluta e se ne va via, cercando di rintracciare Coliandro. Decide, assieme a Bob, di incontrarsi con Ben Dridì. La proposta dell'agente italiano e Bob è quella di uccidere Coliandro ed Amina, in modo che non ci siano testimoni, e uccidere Malek Boudiaf in modo da farlo risultare irriconoscibile. In questo modo, tutti avrebbero creduto che Ben Dridì fosse morto e i servizi segreti sarebbero usciti da questa situazione. Mentre Bob e "Nardi" stanno portando il piano a termine, decidono di cominciare a trattare con gli israeliani, per fargli catturare Ben Dridì e lavarsene le mani. Così, "Nardi" e Bob accompagnano Ben Dridì e i suoi uomini nel luogo dove hanno posto Malek Boudiaf. Al piano superiore ci sono degli uomini israeliani armati di carabina pronti a sparare contro Ben Dridì e i suoi uomini. Nasce così una sparatoria che termina con l'esplosione di una granata tirata da un israeliano, esplosa dopo la morte di questo. Gli unici superstiti sono Bob e Ben Dridì. Bob prende la sua macchina per tornare in America, mentre arrivano le due israeliane che trovano Ben Dridì. Le due decidono di far salire una delle due sopra a prendere Boudiaf, mentre l'altra tiene d'occhio Ben Dridì. Mentre l'israeliana rimasta fuori si affretta ad aprire il bagagliaio della sua auto, Coliandro tira un calcio al bagagliaio che sbatte contro la donna, facendole cadere il mitra dalle mani. Così Ben Dridì si impossessa del mitra, uccidendo l'israeliana che lo teneva d'occhio e ferendo l'altra. In seguito, prende Malek Boudiaf, Amina e Coliandro in ostaggio e li porta nella moschea di Bologna. Ad aspettarlo c'è un suo complice, il quale, assieme a Ben Dridì, tiene sotto tiro Coliandro, Amina, Boudiaf e Hamid, l'imam della moschea locale. D'un tratto, per salvare la cugina, lo zio e Coliandro, Hamid prende un coltello e colpisce Ben Dridì. Alla fine chiama il 113 e il caso si risolve positivamente. Alla centrale di polizia, Coliandro è vestito in divisa perché deve ricevere un encomio dai superiori e poco dopo arrivano la Longhi e De Zan: la donna, dopo avergli fatto la solita ramanzina, dice al commissario che intende mettere sotto torchio i servizi segreti israeliani, nonostante ci sia un'aria di stupore generale, in quanto nessuno aveva mai fatto una cosa del genere. In un'altra stanza c'è Amina e l'ispettore la raggiunge e, dopo aver scambiato quattro chiacchiere, riesce a strapparle un appuntamento. Raggiunti nuovamente i colleghi che lo prendono in giro, Coliandro li interrompe facendo alcune boccacce sonore e anche il dito medio, segno di vittoria per essere riuscito a combinare qualcosa con Amina.
- Protagonista femminile: Desirée Noferini (Amina)
- Altri interpreti: Bruno Armando (agente segreto italiano), Hassani Shapi (Ben Dridì), Hossein Taheri (Hamid, cugino di Amina), Beppe Tafuri (Collina, altro agente segreto italiano), Hanane Nassor (bionda emissaria del Mossad israeliano), Elian Khan (mora emissaria del Mossad israeliano), Matteo Azchirvani (amico di Hamid), Adel Bakri (Malek Boudiaf, muratore rapito), Muhammad Tahir Mahmood (complice di Ben Dridì), Tu Loss (istruttore di Judo), Daniel McVicar (Bob)
- Guest star: Dan Peterson (Grady)
- Muhammad Tahir Mahmood, solamente in questo episodio, interpreta il ruolo del complice di Ben Dridì. Lo stesso attore, nelle successive stagioni della serie, farà parte del cast regolare, nel ruolo del negoziante pakistano soprannominato Kabir Bedi.